# 无卡支付
无卡支付（英語：Card not present transaction (CNP)）是一种银行卡交易类型。特点是交易发生时，持卡人没有或者无法出示物理卡片供商户当面核验。例如通过邮件、传真、电话或因特网进行的订购交易（英語：Mail Order / Telephone Order (MO/TO)）。